# Rio Ciolt
O Rio Ciolt é um rio da Romênia, afluente do Chişindia, localizado no distrito de Arad.